# Josh Atencio
Josh Atencio né le 31 janvier 2002 à Bellevue, est un joueur international américain de soccer. Il joue au poste de milieu de terrain aux Rapids du Colorado en MLS.

## Carrière

### En club
Formé à Seattle Sounders, il signe son premier contrat professionnel le 15 juin 2020 . Le 8 avril 2023, il marque son premier but en Major League Soccer contre St. Louis City et son club s'impose 3-0 . Il souffre d'une blessure de son adducteur droit ce qui lui a causé plusieurs mois d'absence. En janvier 2024, il signe un nouveau contrat de 4 saisons  . 

### En sélection
Le 20 janvier 2024, il honore sa première sélection en entrant en jeu lors de la défaite des États-Unis 0-1 contre la Slovénie .
Il fait partie de la sélection olympique qui participe aux Jeux olympiques d'été de Paris 2024.